# Sankt Hulpe

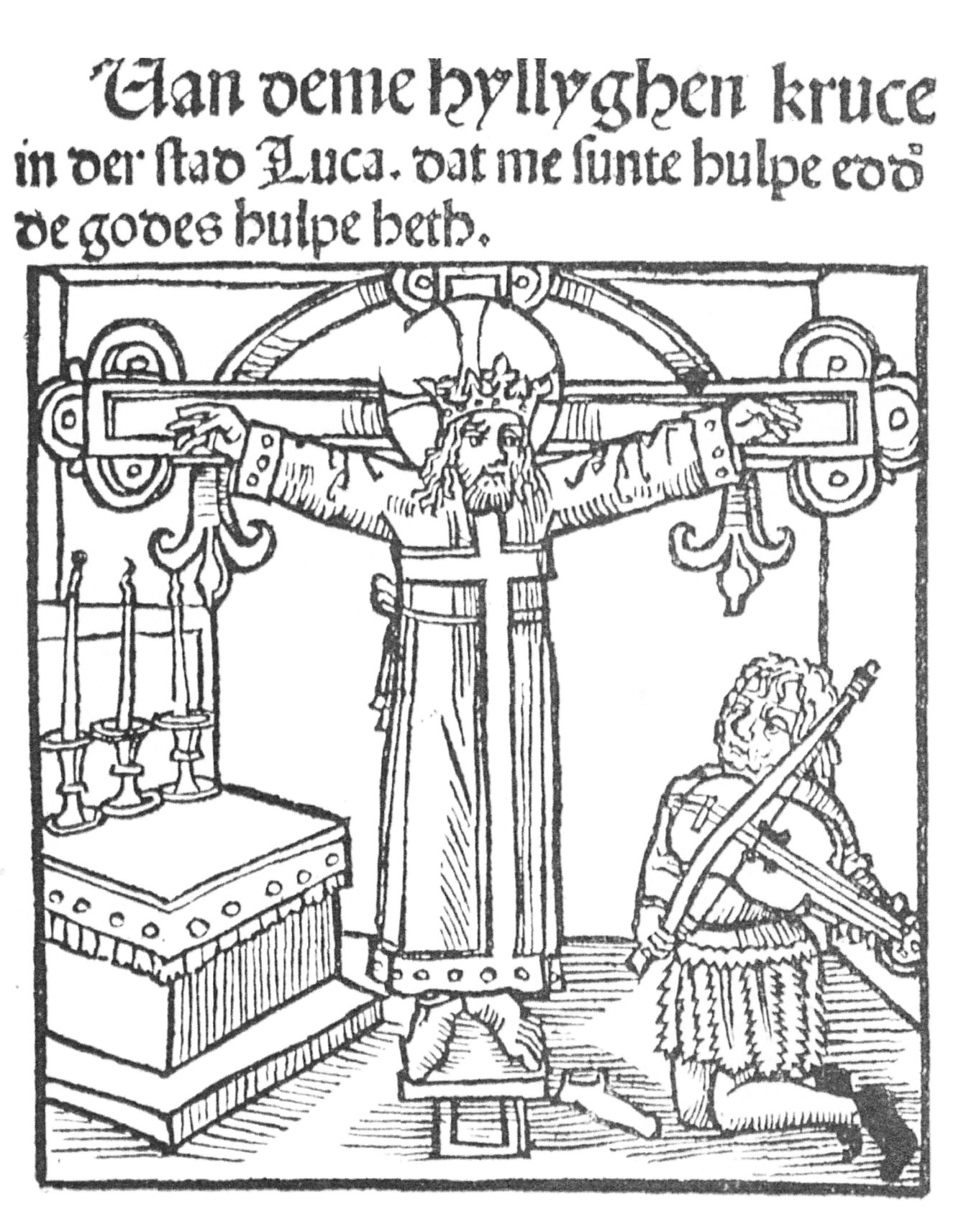
„Von dem heiligen Kreuz in der Stadt Lucca, das man Sunte Hulpe oder Gottes Hilfe nennt“. Holzschnitt aus dem Lübecker Passional von 1492.

Unter Sankt Hulpe, auch sunte hulpe (hulpe: niederdeutsch für Hilfe, Helfer; Sankt Hülfe, godes hulpe, Gehülfe, St. Hjaelper) wurden vor der Reformation in Norddeutschland Kultbilder des bekleideten Christus am Kreuz verehrt, die dem Typ des Volto Santo von Lucca nachgebildet waren.
Verwandt mit dem Kult des sante hulpe ist die Verehrung der Hl. Kümmernis und ihrer Vorläufer, Wilgefortis und Ontkommer, siehe dazu den Hauptartikel Kümmernis.
Daneben wird in norddeutschen Legendensammlungen und anderen Quellen auch ein heiliger Märtyrer Hulpe erwähnt. Diese verschiedenen Manifestationen sind also auseinanderzuhalten, auch wenn schon im Mittelalter mit Verwechselungen, Kultverschmelzungen und ikonografischen Wechselwirkungen zu rechnen ist.

## Der bekleidete Christus am Kreuz
Spätmittelalterliche Darstellungen des bekleideten Christus am Kreuz wurden in Norddeutschland wiederholt als sunte hulpe oder godes hulpe angesprochen. Eine Passage im Lübecker Passional von 1492 („Van deme hylligen kruce in der stad Luca, dat me sunte hulpe edder de godes hulpe heth“) belegt den direkten Bezug zum Volto Santo, dem Kruzifix in Lucca, einem der meistverehrten europäischen Gnadenbilder.

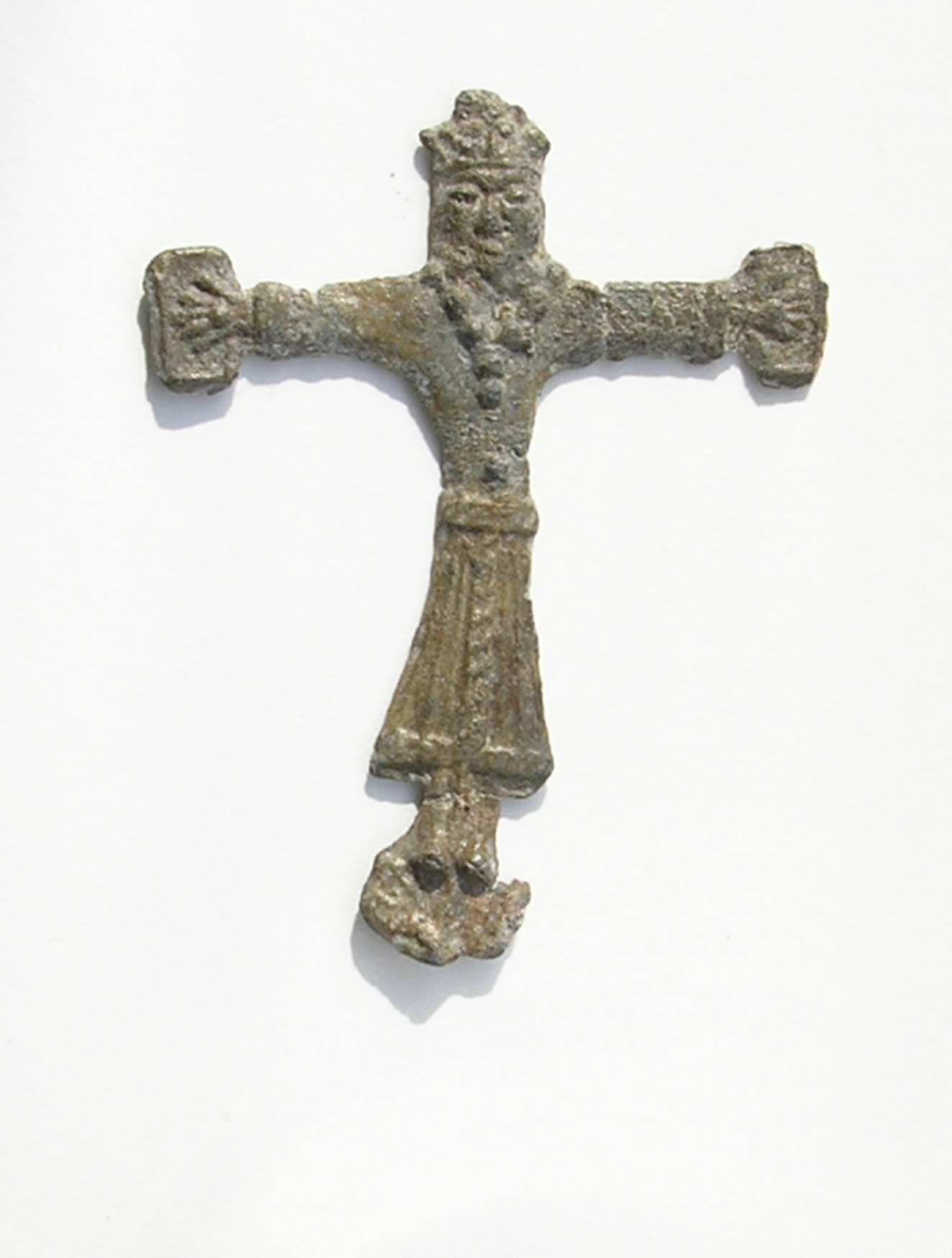
Der bekleidete Christus am Kreuz. Pilgerzeichen aus einem unbekannten Wallfahrtsort. Focke-Museum Bremen

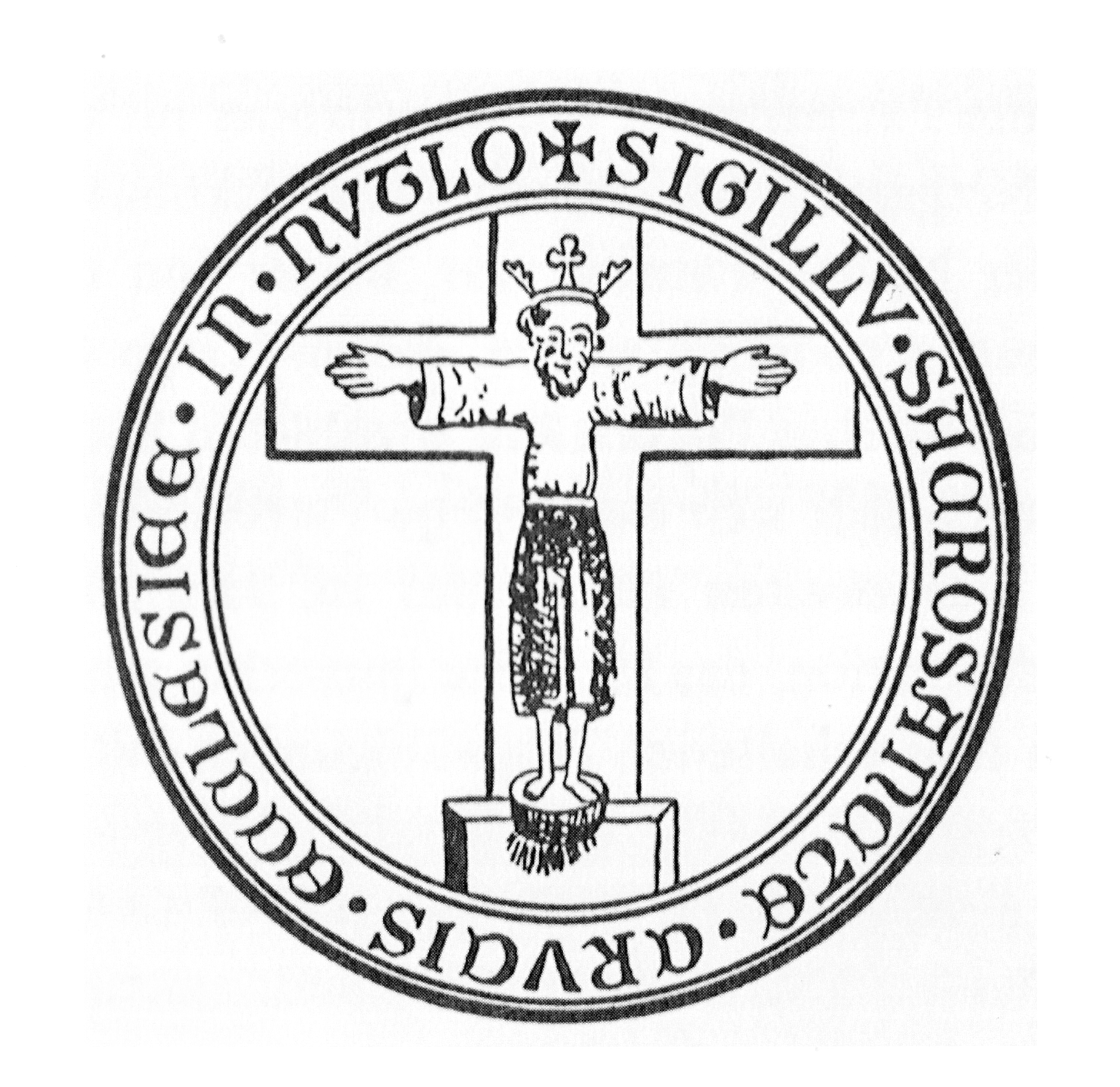
Siegelbild der Kirche St. Hulpe in Nutlo

Es zeigt den Heiland in ein langes Gewand gekleidet, gegürtet und gekrönt aufrecht vor dem Kreuz stehend, das von einem Lilienbogen hinterfangen wird.
Aus dem 14. Jahrhundert stammen die ältesten so benannten Kultbilder. Noch älter ist der „Gehülfe“, ein gekrönter Kruzifixus in Hülfensberg bei Geismar im Eichsfeld, seine Verehrung als „Gehülfe“ ist allerdings erst seit der Mitte des 14. Jahrhunderts nachweisbar, um 1356 entstand das angeblich diesem nachgebildete „Kruzifix der göttlichen Hilfe“ in St. Gangolf zu Bamberg. Wallfahrten zu Sunte hulpe sind in Testamenten verzeichnet und Pilgerzeichen des Volto-Santo-Typs sind bekannt, ohne dass diese Zeugnisse mit konkret benannten Zielorten in sichere Verbindung gebracht werden können. In Frage kommen, neben Lucca selbst, der genannte Hülfensberg oder die ehemalige Kirche in Nutlo bei Diepholz, einem Ort, der heute Sankt Hülfe heißt. Ihr Siegel von 1511 zeigt das Gnadenbild und nennt das Heilig-Kreuz-Patrozinium. Ein ähnliches Bild führten im 13. Jahrhundert die Stedinger Bauern in ihrem Landessiegel. Welches Kultbild hier wiedergegeben war, und ob es als „Hilfe“ benannt wurde, weiß man nicht.
Wo unter dem Namen sunte hulpe Altarpatrozinien oder religiöse Bruderschaften archivalisch überliefert sind, dürfen, auch wenn sie nicht erhalten sind, entsprechende Kruzifix-Darstellungen des beschriebenen Typs vorausgesetzt werden, so zum Beispiel in Beber, Lüdingworth, Stade, Lübeck, Schwerin, Lüneburg, Braunschweig, Flensburg, Grevesmühlen, Klinglev (Jütland). Einige weitere, fälschlich als „Kümmernis“ angesprochene Darstellungen des bekleideten Gekreuzigten aus Mecklenburg dürften dem Hulpe-Kult zugeordnet werden.
Wo die Quellenlage schlecht ist, kann bei einzelnen Darstellungen aus den Jahrzehnten um 1500 nicht immer eindeutig entschieden werden, ob die weibliche, aber bärtige Heilige St. Wilgefortis (Unkummer) oder ein Christus/St. Hulpe gemeint ist. Sicher ist nur, dass der Name und die Verehrung einer „St. Kümmernis“ im mittelalterlichen Norddeutschland nicht belegt sind.

## Der Märtyrer St. Hulpe

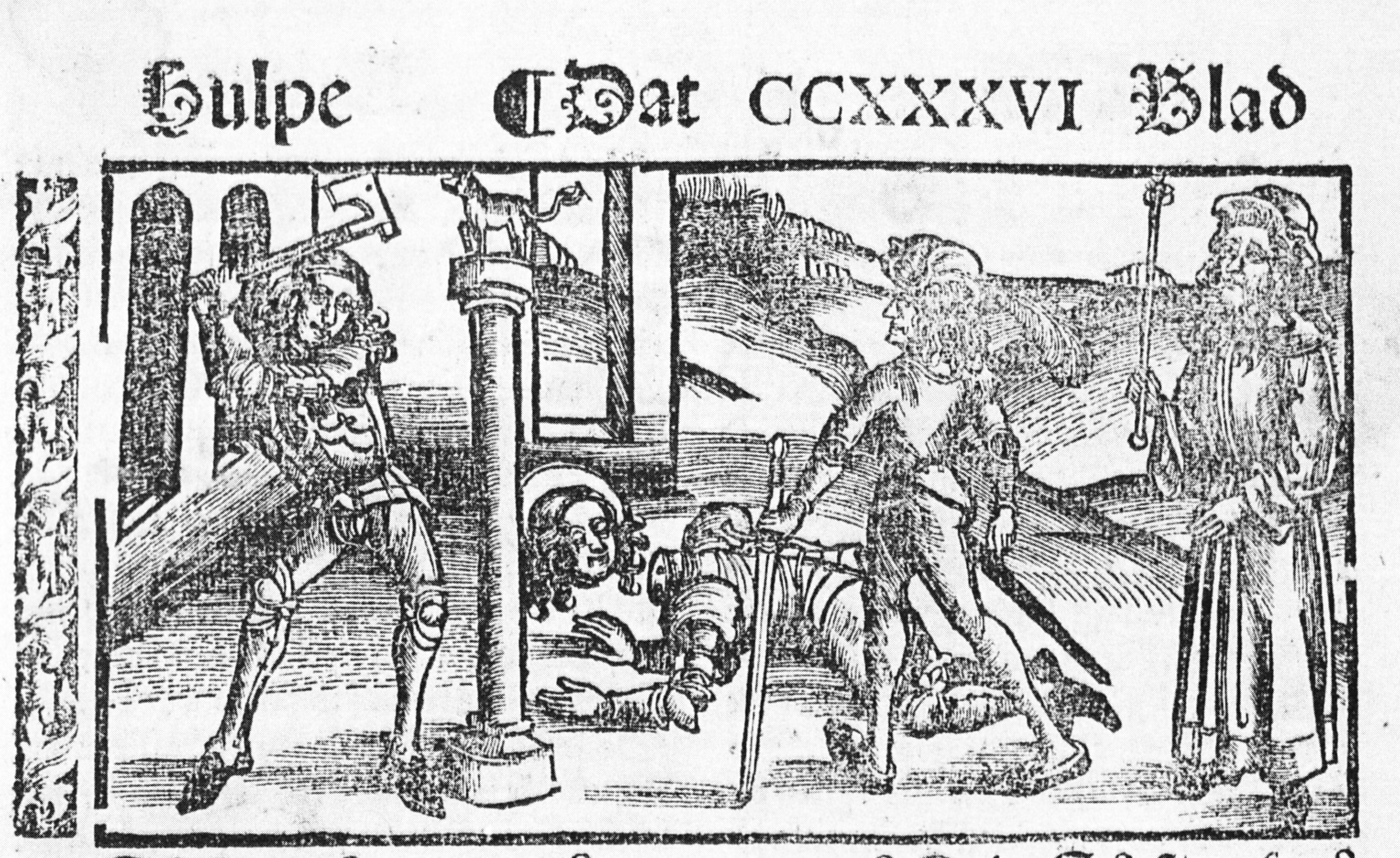
Der Tod des Märtyrers St. Hulpe. Holzschnitt aus dem Baseler Passional, 1517

Einige niederdeutsche Legendensammlungen des Spätmittelalters beschreiben das Martyrium eines Märtyrers St. Hulpe. Er wird geschildert als Königssohn aus Sizilien, der in den Christenverfolgungen wegen seiner Weigerung, den heidnischen Göttern zu opfern, einer Reihe grausamster Folterungen unterzogen und zum Schluss enthauptet worden sei. Ein 1517 gedruckter Holzschnitt zeigt diese Szene. In Norddeutschland wurde der Heilige bereits im frühen 14. Jahrhundert kultisch verehrt: 1318 ist ein Helperius-Patrozinium in Plön nachweisbar und in zwei Bremer Bischofsurkunden von 1369 und 1370 ist von zwei verschiedenen Standbildern des Märtyrers bzw. des Heiligen Hulpe die Rede.
Sowohl in urkundlicher Überlieferung, Verehrungsgeschichte, Legendenliteratur und Bildzeugnissen sind also die Komplexe des bekleideten Christus am Kreuz von jenem des Märtyrers zu unterscheiden.

## Nachweise
1. ↑  In der Kirche St. Salvator (!) im dänischen Kliplev gab es ein nicht erhaltenes Gnadenbild dieses Typs (J. K.Hansen: Sønderjyske årbøger 1986, pp 37-55. 16 figs, zitiert nach Nordic archaeological Abstracts)
2. ↑  Text bei Röpcke, S. 28–32 und Schnürer/Ritz, S. 99 ff.
3. ↑  Das Kruzifix in Lucca ist — anders als im Lübecker Passional gezeigt — im Original eigentlich nicht bekrönt. An Festtagen erhält es allerdings eine Krone aufgesetzt, die aber mehr an eine Papst- als an eine Fürstenkrone erinnert. Wiedergaben des Volto Santo zeigen ebenfalls meist eine solche Krone.
4. ↑  Ein bekröntes Kruzifix wird erwähnt in einer Vision Karls des Großen, die in Konrad Botes Cronecken der Sassen geschildert wird: In den Sachsenkriegen habe er, von Feinden umgeben, auf einem Berg um Hilfe gebeten, die ihm durch den bekrönten Christus zuteilwurde. Das weist auf den Hülfensberg. Auf diese Geschichte bezieht sich z. B. die Lüneburger Hulpe-Bruderschaft. Das Hülfensberger Gnadenbild ist neben Lucca eine weitere Wurzel des Hulpe-Kults.
5. ↑  Thomas T. und Gerhard Müller: Der Salvator und sein Berg. Überlegungen zur Herkunft und frühen Geschichte des Hülfenskreuzes. In: Der Eichsfelder Gehülfe. Das romanische Gnadenbild auf dem Hülfensberg, Duderstadt 2011.
6. ↑  Röpcke, S. 11, Anm. 13
7. ↑  Allein in Bremen wurden acht Pilgerzeichen gefunden, jetzt Focke-Museum
8. ↑  Karl Sichart: St. Hulpe. Zur Deutung des Stedinger Siegels. In: Bremisches Jahrbuch 44, 1955, S. 56–70. – Eine Identifizierung mit einem in den Quellen genannten Bildwerk („idolum“) an der Kirche in Berne wie in J. Göhler: Wege des Glaubens, Stade 2006, S. 103, ist allzu spekulativ.
9. ↑  Röpcke, S. 16 f.
10. ↑  siehe Anm. 1
11. ↑  Röpcke, S. 7–17
12. ↑  Röpcke, S. 21.
13. ↑  Andreas Röpcke (s. Lit.) hat 2013 erstmals für diese notwendige Differenzierung gesorgt.